# Ліцензія
Ліце́нзія ( — дозвіл) — у загальному значенні — це документ, що демонструє певний дозвіл. Документ державного зразка, що засвідчує право ліцензіата на провадження зазначеного в ньому виду господарської діяльності протягом визначеного строку за умови виконання ліцензійних умов.

## Ліцензування
Ліцензування — видача та переоформлення ліцензій, видача дублікатів ліцензій, ведення ліцензійних справ та ліцензійних реєстрів, контроль за додержанням ліцензіатами ліцензійних умов, видача розпорядження про усунення порушень ліцензійних умов, а також розпорядження про усунення порушень законодавства у сфері ліцензування. Це необхідна умова здійснення певних видів підприємницької діяльності, передбачених Законом України «Про ліцензування видів господарської діяльності», що означає необхідність одержання ліцензії у встановленому законодавством порядку. З моменту одержання ліцензії підприємцю надається право здійснювати відповідний вид діяльності, що він може реалізовувати протягом строку дії ліцензії, після закінчення якого це право припиняється.
Корпоративне ліцензування — форма ліцензування, коли фірма орендує корпоративну торгову марку або логотип, що вже здобули популярність в одній з категорій товарів і послуг, а потім використовує її в суміжній категорії.

## Регуляторна політика
Ліцензія — документ, що надається органом ліцензування, на право провадження суб'єктом господарювання визначеного ним виду господарської діяльності, що підлягає ліцензуванню.
Ліцензування — засіб державного регулювання провадження видів господарської діяльності, що підлягають ліцензуванню, спрямований на забезпечення реалізації єдиної державної політики у сфері ліцензування, захист економічних і соціальних інтересів держави, суспільства та окремих споживачів.

### Органи ліцензування
Верховна Рада України визначає основні напрями державної політики у сфері ліцензування, законодавчі основи її реалізації.
Реалізацію державної політики у сфері ліцензування здійснює Кабінет Міністрів України, спеціально уповноважений орган з питань ліцензування, а також органи виконавчої влади, визначені Кабінетом Міністрів України, спеціально уповноважені виконавчі органи рад, уповноважені провадити ліцензування певних видів господарської діяльності.

## Інтелектуальна власність
Ліце́нзія — це письмове повноваження, котре надається особою, що має виключне право дозволяти використання об'єкта права інтелектуальної власності (ліцензіаром), іншій особі (ліцензіату), про надання їй права на використання цього об'єкта в певній обмеженій сфері.
У патентній справі — дозвіл на використання винаходу або іншого технічного досягнення, який видається на основі ліцензійної угоди або судового чи адміністративного рішення компетентного державного органа.

### Види ліцензій при розпорядженні об'єктами права інтелектуальної власності
Ліцензія може бути виключною, одиничною, та невиключною:
- Виключна ліцензія надається лише одному ліцензіату і виключає можливість використання ліцензіаром об'єкта у сфері, що обмежена цією ліцензією, та видачі ним іншим особам ліцензій на використання цього об'єкта у зазначеній сфері.
- Одинична ліцензія видається лише одному ліцензіату і виключає можливість видачі ліцензіаром іншим особам ліцензій на використання об'єкта у сфері, що обмежена цією ліцензією, але не виключає можливості використання ліцензіаром цього об'єкта у зазначеній сфері.
- Невиключна ліцензія не виключає можливості використання ліцензіаром об'єкта у сфері, що обмежена цією ліцензією, та видачі ним іншим особам ліцензій на використання цього об'єкта у зазначеній сфері.
- Примусова ліцензія  — надання дозволу на використання об'єкта права інтелектуальної власності за рішенням компетентного органу держави (наприклад, якщо власник патенту на винахід не використовує протягом трьох років свій винахід і відмовляється надати ліцензію зацікавленій особі, остання має право звернутися до суду із заявою про надання їй дозволу на використання даного винаходу) [Архівовано 20 квітня 2016 у Wayback Machine.].
- Відкрита ліцензія — згода власника прав на об'єкт права інтелектуальної власності укласти ліцензійний договір з будь-якою особою на визначених правовласником умовах (наприклад, власник патенту на винахід має право подати заявку до Державної служби інтелектуальної власності заяву про готовність надання будь-якій особі дозволу на використання запатентованого винаходу) [2].

За згодою ліцензіара, наданою у письмовій формі, ліцензіат може видати письмове повноваження на використання об'єкта права інтелектуальної власності (тобто субліцензію) іншій особі (субліцензіату).
Ліцензія може бути оформлена як окремий документ або бути у складі ліцензійного договору.
За ліцензійним договором ліцензіар надає ліцензіату ліцензію на умовах, визначених за взаємною згодою сторін з урахуванням вимог законодавства України. У випадках, передбачених ліцензійним договором, може бути укладений субліцензійний договір, за яким ліцензіат надає субліцензіату субліцензію. У цьому разі відповідальність перед ліцензіаром за дії субліцензіату несе ліцензіат, якщо інше не передбачено ліцензійним договором. Ліцензійний договір укладається на строк, що повинен спливати не пізніше спливу строку чинності виключного майнового права на визначений у договорі об'єкт.
Субліцензія — за згодою ліцензіара, наданою у письмовій формі, ліцензіат може видати письмове повноваження на використання об'єкта права інтелектуальної власності іншій особі (субліцензію).
Передача ліцензії не підлягає обов'язковій державній реєстрації, хоча така реєстрація може бути здійснена на вимогу ліцензіару або ліцензіату. Відсутність такої реєстрації не впливає на чинність наданих прав.

## Зовнішня економіка
Зовнішньоекономі́чна ліце́нзія є письмовим повноваженням, що видається компетентними державними органами на здійснення зовнішньоторгівельних операцій.

### Видизовнішньоекономічних ліцензій
В Україні запроваджуються такі види експортних (імпортних) ліцензій:
- генеральна — відкритий дозвіл на експортні (імпортні) операції по певному товару (товарах) та/або з певною країною (групою країн) протягом періоду дії режиму ліцензування по цьому товару (товарах); ;
- разова (індивідуальна) — разовий дозвіл, що має іменний характер і видається для здійснення кожної окремої операції конкретним суб'єктом зовнішньоекономічної діяльності на період не менший, ніж той, що є необхідним для здійснення експортної (імпортної) операції.
- відкрита (індивідуальна) — дозвіл на експорт (імпорт) товару протягом певного періоду часу (але не менше одного місяця) з визначенням його загального обсягу;;
- антидемпінгова (індивідуальна) — належним чином оформлене право на імпорт в Україну протягом встановленого терміну певного товару (товарів), який є об'єктом антидемпінгового розслідування та/або антидемпінгових заходів;
- компенсаційна (індивідуальна) — належним чином оформлене право на імпорт в Україну протягом встановленого терміну певного товару (товарів), який є об'єктом антисубсидиційного розслідування та/або компенсаційних заходів; Компенсаційні ліцензійні угоди — форма міжнародної економічної угоди, предметом якої є обмін науково-технічними результатами, передача один одному технічної документації, досвіду і знання, здійснення взаємного стажування спеціалістів. Практично такі угоди укладаються тоді, коли наукова розробка, що передається одній із сторін угоди, частково або повністю компенсує витрати на придбання відповідної розробки з іншого боку.
- спеціальна (індивідуальна) — належним чином оформлене право на імпорт в Україну протягом установленого строку певного товару (товарів), який є об'єктом спеціального розслідування та/або спеціальних заходів.

По кожному виду товару встановлюється лише один вид ліцензії.

## Гірництво
Ліцензія у гірництві — неекслюзивна ліцензія на пошук і розвідку, що наділяє правом на проведення геологічної зйомки, а також буріння неглибоких структурно-пошукових свердловин на будь-якій виділеній площі континентального шельфу, але не дає права на видобування нафти (чи газу).

## Наслідки ліцензування для економіки
Головними наслідками ліцензування для економіки є:
- додаткові витрати економічних агентів, що призводить до зростання цін на споживчому ринку;
- корупційні ризики, пов'язані виконанням вимог для отримання ліцензії;
- дискреція при прийнятті рішень;
- можливості держапарату чинити політичний тиск на бізнес.